# Resumen de prensa
El resumen de prensa es la actividad de seleccionar los artículos o recortes de prensa en los que una empresa determinada aparece en forma de noticia. La palabra en inglés se llama clipping o press clipping y su traducción al castellano resumen de prensa.
Actualmente y en plena evolución de la era de la sociedad de la información, el clipping o resumen de prensa ya no se encuentra únicamente en papel, sino también digitalizado. Con el desarrollo de Internet y la aparición del fenómeno blog, se ha incrementado la importancia de esta acción comunicativa.
Con anterioridad a la aparición de internet era menos determinante el control de estos parámetros en las organizaciones, pero según estudios de diversas universidades estadounidenses, el resumen de prensa es hoy en día una de las principales tareas de los departamentos y empresas de comunicación.

## Importancia de las organizaciones
Según Stuart Finlay, «el fenómeno Blog ha provocado que en Internet se valore la opinión que un cliente ha tenido sobre el uso de tu producto más que tu propia web oficial, sencillamente porque este Blog recibe día a día una enorme cantidad de visitas». Es por este motivo que las organizaciones prefieren adquirir control sobre la información voluntaria que aparece en la web y que influye en la decisión de compra de muchos clientes.
Lourdes Carrasco, experta en Relaciones Públicas de la consultora Clipping RRPP, afirma que «el trabajo de Clipping ha crecido de forma exponencial en volumen por virtud de internet, pero también ha crecido en importancia cualitativa, porque en Internet la marca puede aparecer asociada a términos indeseables».

## Valor real del resumen de prensa en las empresas
Mariola García Uceda, en su libro Las claves de la publicidad, afirma que “el valor real de la imagen de una empresa es un impalpable de la misma”. Sin embargo, el resumen de prensa puede ayudar a trazar y cuantificar el precio de una marca en el mercado.
Cada aparición en prensa tiene un precio: una noticia no es lo mismo que un anuncio; sin embargo ocupa tiempo en televisión y radio, espacio en la prensa e internet... Es por eso que las organizaciones encaminan sus esfuerzos en las relaciones públicas como motor capaz de generar apariciones en los medios de comunicación.
El recorte de prensa, como recolector de todas estas apariciones, permite igualar la cifra de éstas sobre la tarifa publicitaria y, por tanto, calcular el valor monetario de la aparición. Sin embargo, hay valores añadidos relativos a no ser un anuncio, sino una noticia.
Desde los círculos académicos se señala el background publicitario que posee el ciudadano como un obstáculo de la publicidad, frente a la noticia que redacta el periodista; se supone que aparece frente al ciudadano relacionada con el progreso, la veracidad, el derecho de información, la libertad de expresión.